# Grillskär (Vårdö, Åland)
Grillskär är en ö i Åland (Finland). Den ligger i Skärgårdshavet och i kommunen Vårdö i landskapet Åland, i den sydvästra delen av landet. Ön ligger omkring 29 kilometer öster om Mariehamn och omkring 250 kilometer väster om Helsingfors.
Öns area är 7 hektar och dess största längd är 370 meter i sydväst-nordöstlig riktning.